# Lipocarpha schomburgkii
Lipocarpha schomburgkii là loài thực vật có hoa trong họ Cói. Loài này được (Friedl.) G.C.Tucker mô tả khoa học đầu tiên năm 1987.